# سنگ‌چین کلاوا

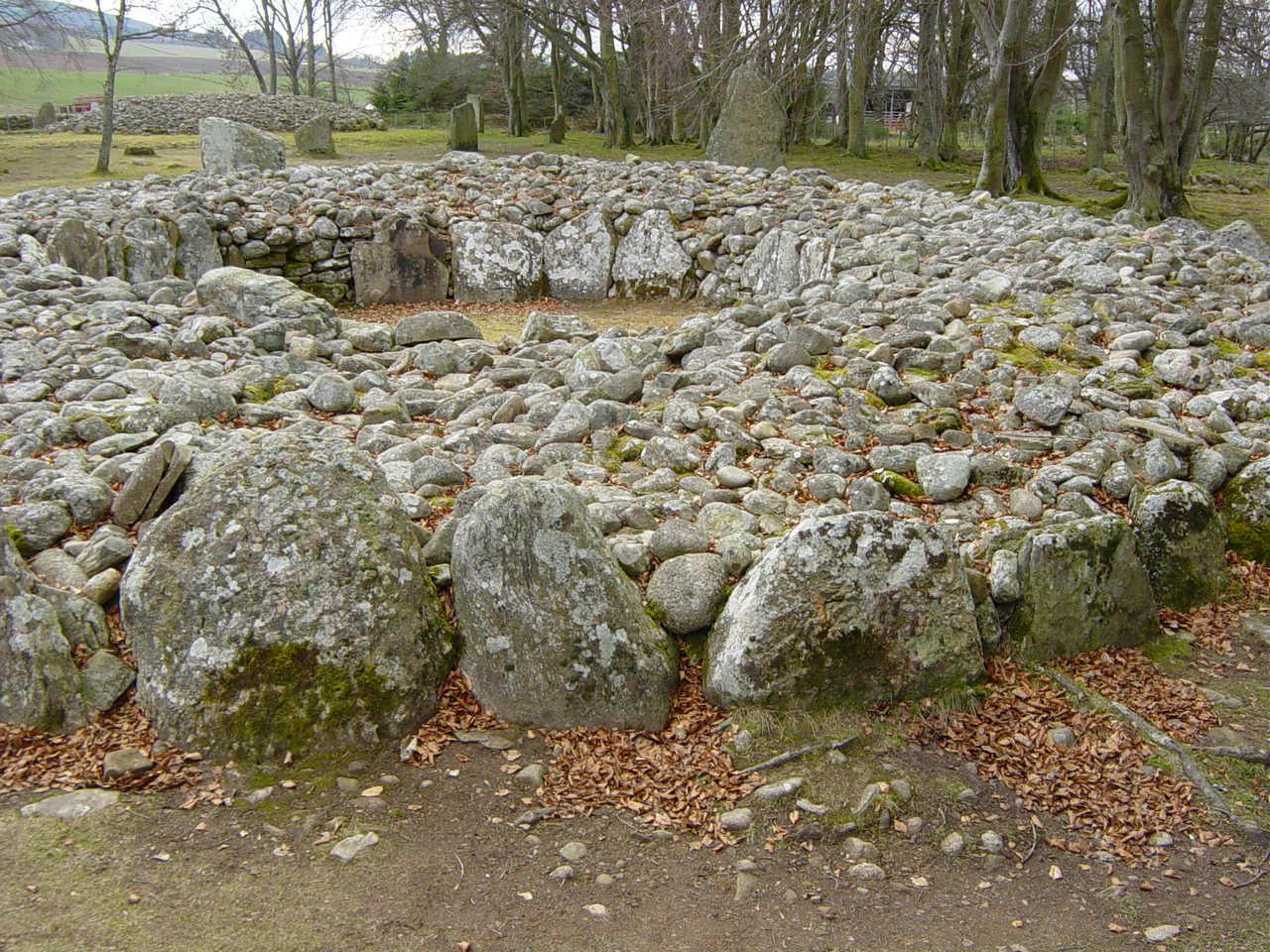
سنگ‌چین کلاوای حلقه‌ای در بالنواران کلاوا

سنگ‌چین کلاوا (انگلیسی: Clava cairn) گونه‌ای سنگ‌چین (توده‌ای از سنگ‌های درشت که برای یادبود یا نشانه‌گذاری چیده می‌شده) در عصر برنز بوده که به عنوان آرامگاه حجره‌ای به‌کار می‌رفته. نام این گونه سنگ‌چین از سه سنگ‌چین در اینورنس اسکاتلند موسوم به «بالنواران کلاوا» (به انگلیسی: Balnuaran of Clava) می‌آید. در کل حدود ۵۰ سنگ‌چین کلاوا در اطراف اینورنس هست.